# Dryopteris saffordii
Dryopteris saffordii är en träjonväxtart som beskrevs av Carl Frederik Albert Christensen. Dryopteris saffordii ingår i släktet Dryopteris och familjen Dryopteridaceae. Inga underarter finns listade.